# Bałtyckie Dni Kultury Żydowskiej
Bałtyckie Dni Kultury Żydowskiej – to coroczna impreza kulturalna odbywająca się od 1999 roku w Gdańsku, której celem jest popularyzacja kultury żydowskiej. Organizowana jest przez gdański oddział Towarzystwa Społeczno-Kulturalnego Żydów w Polsce, z jego prezesem Jakubem Szadajem na czele.
Impreza odbywa się na początku czerwca i trwa dwa dni. W jej ramach organizowane są liczne koncerty, wykłady, nauka języka hebrajskiego i okazjonalnie wystawy, wieczory autorskie i odczyty poezji hebrajskiej. W 2014 roku odbyła się XV edycja Bałtyckich Dni Kultury Żydowskiej.